# Kaisa Vilhuinen-priset
Kaisa Vilhuinen-priset är ett sverigefinskt litteraturpris som delas ut av Föreningen för Sverigefinska Skribenter (RSKY). Första gången priset delades ut var 2005.
RSKY:s ledningsgrupp utser en jury som nominerar kandidater till priset, det är sedan en person i juryn som tar det slutgiltiga beslutet om vem som skall få priset. År 2007 var det docent Satu Gröndahl från Uppsala universitet som utsåg pristagaren.
Kaisa Vilhuinen-priset tilldelas en sverigefinsk författare som är bosatt i Sverige och som skriver på finska. Priset kan ges till såväl en roman, diktsamling eller antologi som utkommit de två senaste åren. En författare kan också få priset för hela sin produktion.
Priset har fått namn efter runosångerskan Kaisa Vilhuinen, som levde i de svenska finnskogarna och dog år 1941. Prissumman är på 10 000 svenska kronor.

## Pristagare
- 2005 – Asko Sahlberg
- 2007 – Heikki Kotka (dessutom fick Susanna Alakoski ett hedersomnämnande för sin roman Svinalängorna)
- 2009 – Asko Sahlberg
- 2011 – Paula Vartiainen
- 2013 – Tiina Laitila Kälvemark
- 2015 – Arja Meski, Raija Nyberg[4]
- 2017 – Leo Ylitalo[4]
- 2019 – Helena Kallio-Koski[5]
- 2021 – Maarit Turtiainen[6]
- 2023 – Leenamaija Forsberg-Johannesson[7]

### Fotnoter
1. 1 2 3 4  ”Kaisa Vilhuinen-priset till Heikki Kotka”. Finlands utrikesministerium. http://www.finland.se/public/default.aspx?contentid=113925&nodeid=36126&contentlan=3&culture=sv-FI. Läst 29 maj 2012.
2. ↑  ”Kaisa Vilhuinen-pris till Paula Vartiainen”. Språkrådet. Arkiverad från originalet den 10 september 2012. https://archive.is/20120910172931/http://www.sprakradet.se/10303. Läst 29 maj 2012.
3. ↑  ”Kaisa Vilhuinen-priset till Paula Vartiainen”. Finlands utrikesministerium. http://www.finland.se/public/default.aspx?contentid=217934&nodeid=36125&contentlan=3&culture=sv-FI. Läst 29 maj 2012.
4. 1 2  ”Litteratur; Litteraturpriser”. Sverigefinländarnas arkiv. Arkiverad från originalet den 20 oktober 2017. https://web.archive.org/web/20171020032218/https://arkisto.org/sverigefinsk-kultur/litteratur/. Läst 19 oktober 2017.
5. ↑  ”Sverigefinska bok- och kulturmässan”. Finlandsinstitutet. Arkiverad från originalet den 6 november 2019. https://web.archive.org/web/20191106102435/http://www.finlandsinstitutet.se/sv/events/sverigefinska-bok-och-kulturmassan-8/. Läst 6 november 2019.
6. ↑  Sverigefinska bok- och kulturmässan 2021
7. ↑  Författarträff med Leenamaija Forsberg-Johannesson, Stockholms stadsbibliotek, 2023.